# Siegfried der Drachentöter

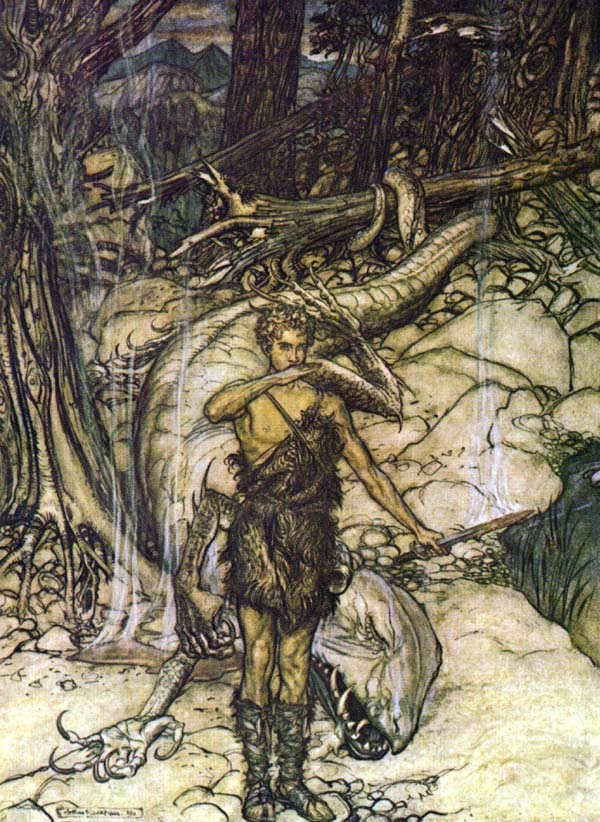
Arthur Rackham: Siegfried trinkt Fafners Blut und kommt zu einem Verständnis der Sprache der Vögel, Buchillustration nach Wagners Ring des Nibelungen (1911)

Siegfried (in nordischen Sagen auch Sigurd) ist eine Figur verschiedener germanischer Sagenkreise, insbesondere der Nibelungensage. Wesentliche Elemente der Siegfried-Gestalt sind übermenschliche Kräfte, großer Mut und große Tapferkeit, die Tötung eines Drachen, mit der in einigen Fassungen die Gewinnung eines großen Schatzes verbunden ist (hauptsächlich in nordischen, aber z. B. nicht im Nibelungenlied, in dem Horterwerb und Drachenkampf verschiedene Abenteuer sind) und seine Ermordung (im Nibelungenlied durch Hagen von Tronje, in einigen nordischen Überlieferungen durch Gottorm). Die Biographie des Helden, sowohl seine Herkunft als auch der weitere Verlauf seines Lebens wird von den einzelnen Dichtungen sehr verschieden dargestellt. Auch die Gründe für seine Ermordung, der Ort des Mordes und die von ihm benutzten magischen Requisiten werden unterschiedlich angegeben (so benutzt er nur im Nibelungenlied einen Tarnmantel, die sogenannte ‚Tarnkappe‘).

## Siegfried imNibelungenlied

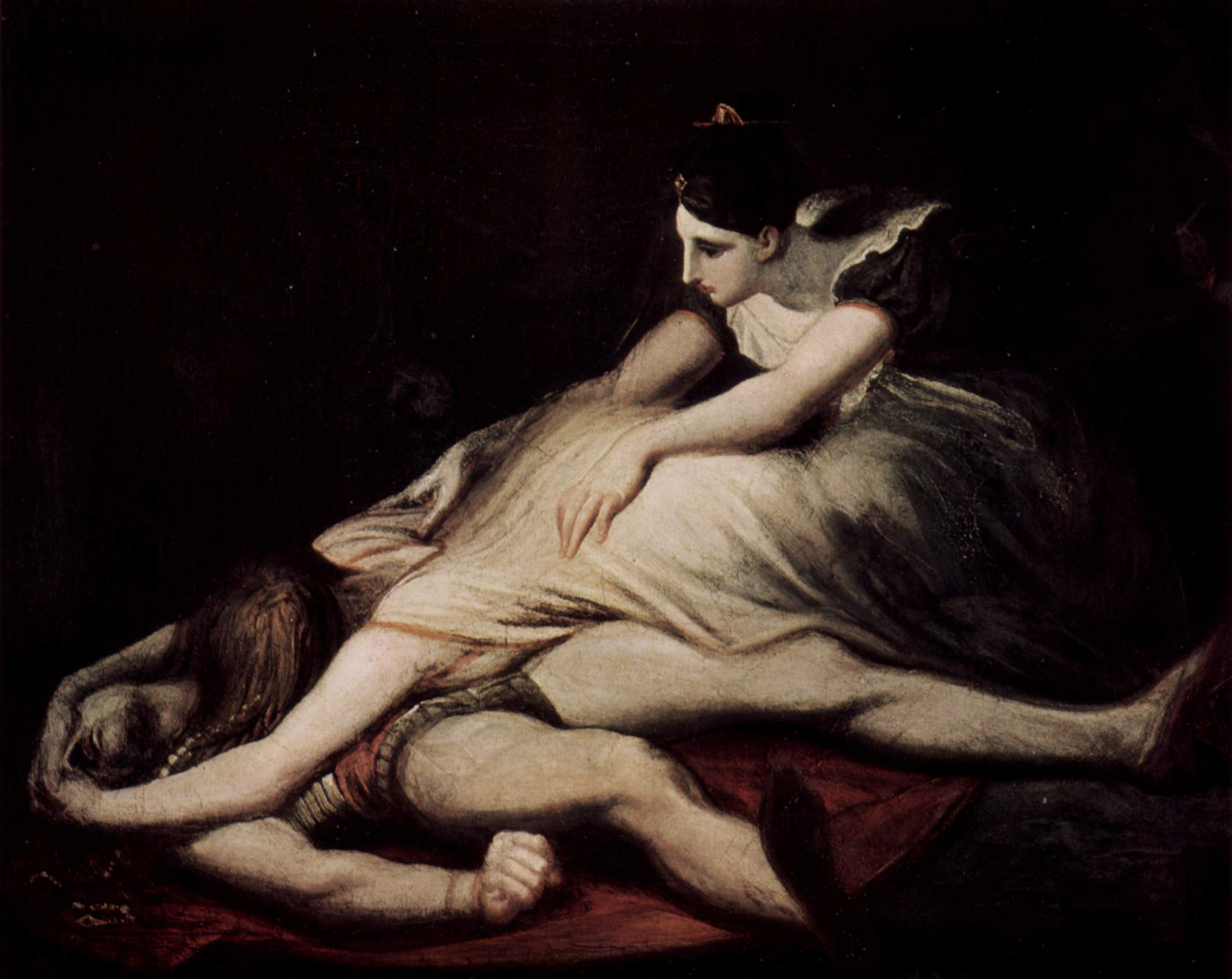
Johann Heinrich Füssli: Kriemhild wirft sich auf den toten Siegfried (1817; Kunsthaus Zürich)

Siegfried tritt handelnd im ersten Teil des Nibelungenliedes auf (Codex Sangallensis 857); sein Tod folgt schon vor der Mitte des Werkes. In der Erinnerung seiner Frau Kriemhild bleibt er jedoch bis zu ihrem Tod am Ende des Werkes lebendig. Seine strahlende Erscheinung dient dazu, ihre grausame Rache für seine Ermordung zu motivieren und dem Publikum verständlich zu machen. Daher wird, was wir im ersten Teil über ihn erfahren, nicht als selbstständige Siegfried-Biographie gestaltet, sondern im Hinblick darauf, wie er von Kriemhild und seinem Hauptgegner Hagen von Tronje wahrgenommen wird. Für eine detaillierte Inhaltsangabe siehe Nibelungenlied. Siegfried ist mit seinem Schwert Balmung neben Dietrich von Bern und Dietleib in einer Wandmalerei aus der Zeit um 1390 auf Schloss Runkelstein bei Bozen zu sehen.

## Historische Vorbilder für den Siegfried-Mythos

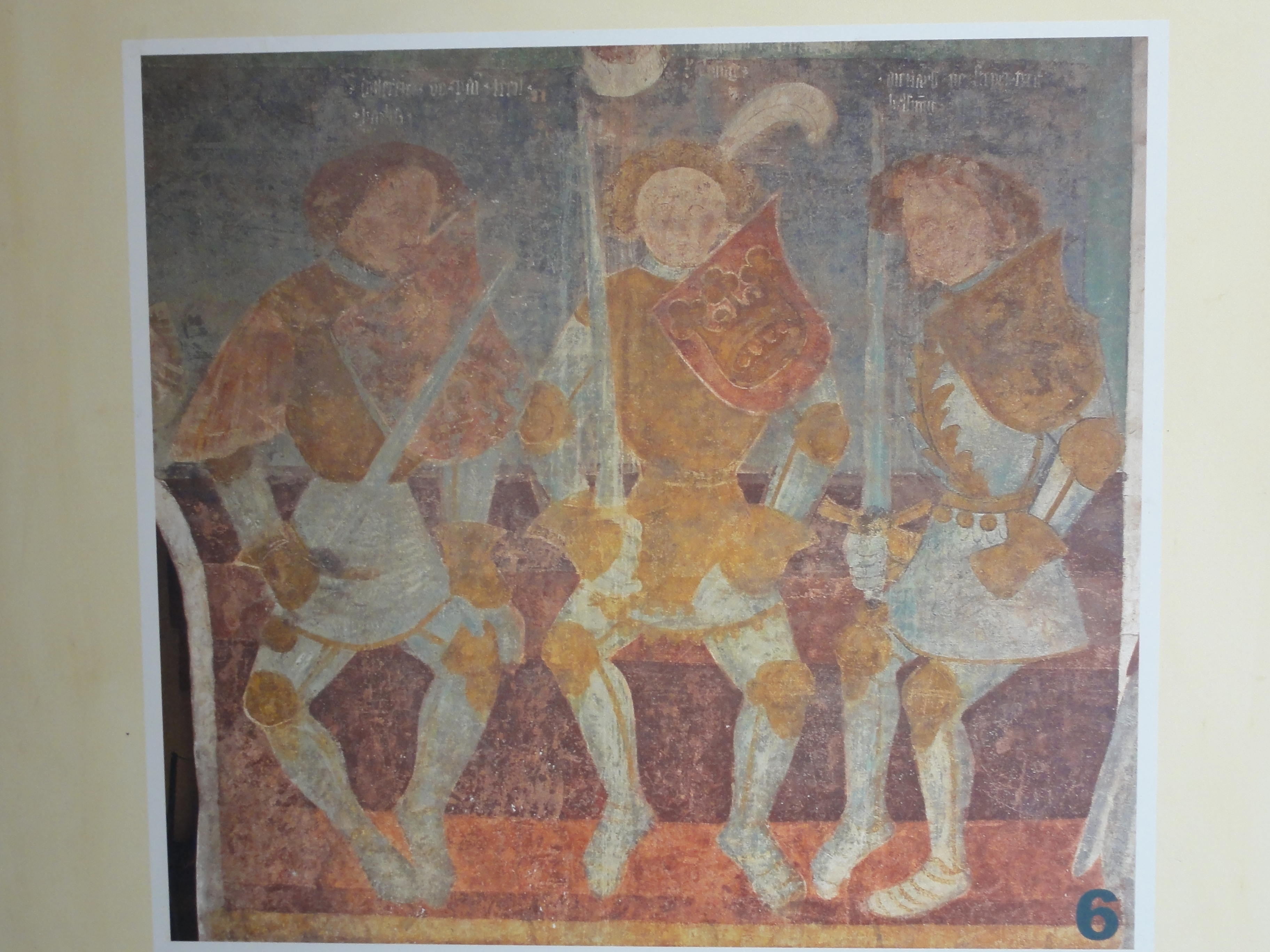
Dietrich, Siegfried und Dietleib in einer Wandmalerei auf Schloss Runkelstein bei Bozen (um 1390)

Seit dem 19. Jahrhundert wird Siegfried immer wieder mit dem Cherusker Arminius gleichgesetzt, der im Jahr 9 n. Chr. einen Aufstand germanischer Stämme anführte und in der Varusschlacht drei römische Legionen vernichtete. Als einer der ersten vertrat 1837 der Germanist Adolf Giesebrecht diese These. Ähnliche Erwägungen stellten im 20. Jahrhundert Wissenschaftler wie Dieter Timpe, Ernst Bickel und Otto Höfler an. Sie stützen ihre These u. a. darauf, dass der germanische Name des Arminius nicht bekannt ist, sein Vater aber Sigimer hieß und es in germanischen Fürstenfamilien üblich gewesen ist, Namen mit demselben Wortstamm, in diesem Fall „Sieg-“, über Generationen zu vererben. Eine weitere Parallele zwischen Arminius und Siegfried ist, dass beide durch Verwandte ermordet wurden. Die römischen Heersäulen des Varus seien in der Sage zum Lindwurm umgedichtet worden, und Siegfrieds Tarnkappe sei eine poetische Umschreibung der Tatsache, dass Arminius jahrelang unter Römern gelebt habe und als Gefahr für sie unsichtbar gewesen sei. Zudem war Arminius nach dem Bericht des Tacitus noch zu Beginn des 2. Jahrhunderts Gegenstand germanischer Heldenlieder, die möglicherweise Vorformen des Nibelungenlieds gewesen sein könnten. In der Geschichtswissenschaft werden diese Deutungsversuche von Germanisten eher kritisch gesehen.
Weitere historisch nachweisbare Persönlichkeiten, die der mythischen Figur des Drachentöters als Vorlagen gedient haben könnten, stammen aus der sehr viel späteren Völkerwanderungszeit. Der fränkische König Chlodwig I. (466–511) soll nach der Chronik des Gregor von Tours (538–594) im Jahr 501 Chrothechildis (474–544), die Nichte des Burgunderkönigs Gundobad (Regierungszeit 480–516), geheiratet haben. In der Schlacht von Vouillé besiegte er den Westgotenkönig Alarich II., dessen Name mit dem Nibelungenzwerg Alberich in Verbindung gebracht wird. Auch Ereignisse aus dem Leben von Chlodwigs Enkel Sigibert (535–575), der als König über Austrasien herrschte, sollen in die Siegfriedsage eingeflossen sein. Gleiches gilt für den Burgunderkönig Sigismund (Regierungszeit 516–524) und für den in Köln nachgewiesenen fränkischen Herrscher Sigibert. Letzterer wurde, wie Siegfried im Nibelungenlied, auf der Jagd Opfer eines heimtückischen Mordanschlags.

## Siegfried in der nordischen Sagenwelt
Die nordischen Sagen um Sigurd sind zwar erst in jüngeren schriftlichen Aufzeichnungen erhalten als das Nibelungenlied, gehen aber zum Teil auf ältere Vorlagen zurück. Der Siegfried des Nibelungenliedes, der dort aus „Xanten am Niederrhein“ stammt, heißt in den nordischen Versionen der Nibelungensage Sigurd und stammt in den meisten von ihnen aus dem Heldengeschlecht der Wälsungen. Er galt im 18. Jahrhundert als Hauptheld der nordischen Sage. Bekannt ist vor allem eine Beschreibung Sigurds, die sowohl in die altnorwegische Thidreks saga als auch in die isländische Völsunga saga aufgenommen wurde: Er ist groß, besitzt gewaltige Kräfte, strahlt in voller Jugendschönheit; seine Augen sind so scharf, dass niemand hineinsehen kann; er ist sehr vorausschauend, redegewandt und auf das Wohl seiner Freunde bedacht, hat niemals Furcht gekannt. Früher Tod, aber auch höchster Ruhm sind ihm vom Schicksal beschieden.

### Sigurd in derLieder-Edda
Mehrere Edda-Lieder behandeln Sigurd.
Grípisspá („Die Weissagung des Grípir“)
Sie ist den Sigurdliedern als eine Art Inhaltsangabe vorangestellt, in der Form, dass der junge Sigurd von einem (sonst nirgends genannten) Mutterbruder Grípir sein ganzes Leben in Form einer Weissagung vorauserzählt bekommt. Für die Forschung ist es interessant, weil dieses Lied von nur etwa 50 Strophen es nicht schafft, die Geschichte Sigurds widerspruchslos zu erzählen: Die einzelnen Lieder erzählten die Sage so unterschiedlich, dass es um 1200, als die Grípisspá vermutlich entstand, schwerfiel, eine zusammenhängende in sich nicht widersprüchliche Geschichte von Sigurds Leben zu erzählen.
Der Jung-Sigurd-Komplex

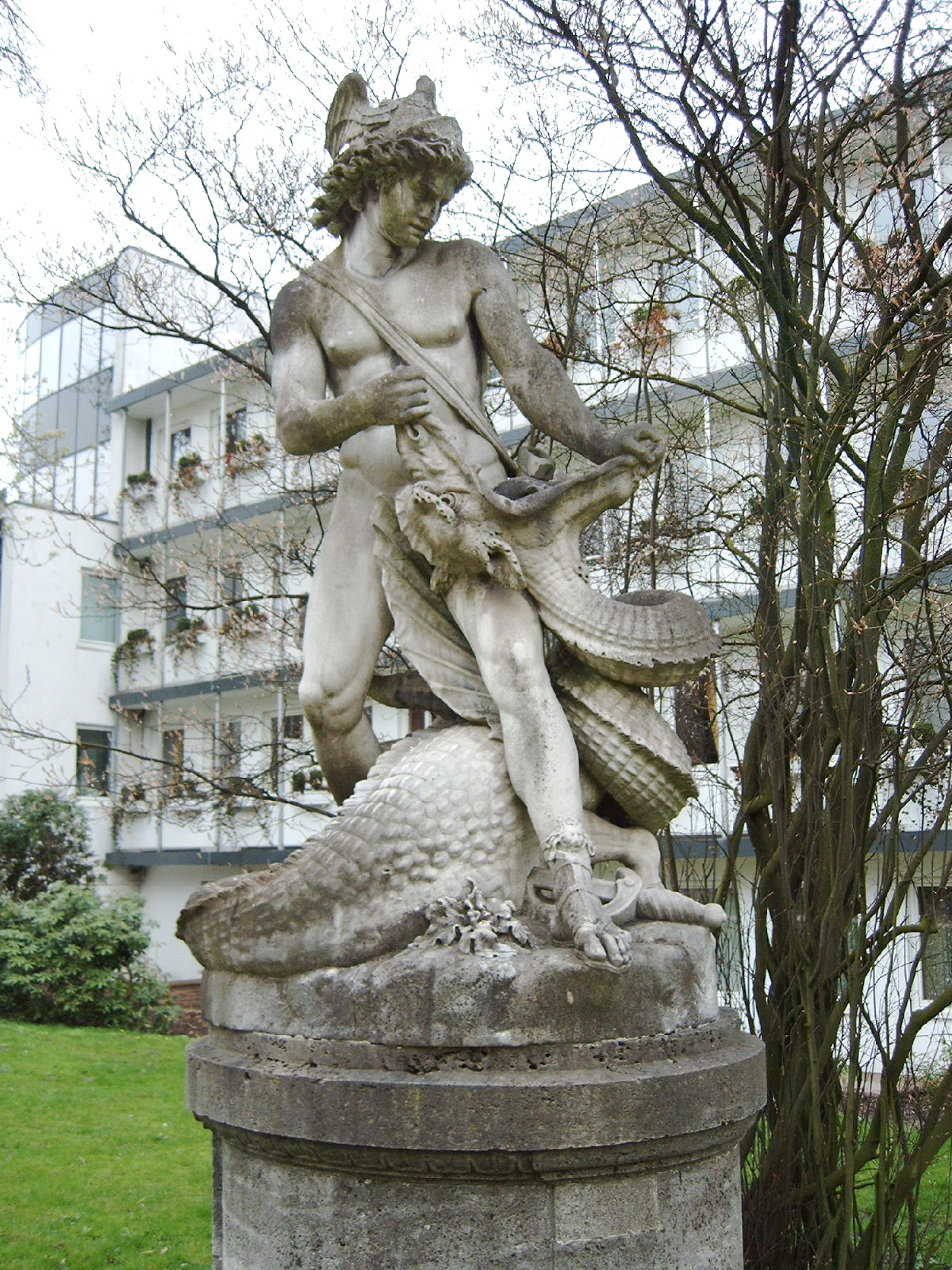
Siegfried der Drachentöter, Skulptur in Bremen

Ein langer, zusammenhängender Abschnitt der Lieder-Edda, gemischt aus Versen in verschiedenen Strophenformen und zwischendurch Abschnitten in Prosa, der von neuzeitlichen Herausgebern ohne Stütze in der Handschrift in drei Lieder unterteilt und mit folgenden Einzeltiteln versehen wurde: Reginsmál („Das Lied von Reginn“); Fáfnismál („Das Lied von Fáfnir“) und Sigrdrífumál („Das Lied von Sigrdrífa“). Der Schluss des letztgenannten Liedes ist nicht erhalten.
Darauf folgt die sogenannte „Eddalücke“. Aus der Handschrift der Lieder-Edda wurde irgendwann eine ganze Lage herausgerissen; diese Blätter sind uns verloren. Dass die Völsunga saga diese Lieder noch benutzte, ist nur ein schlechter Ersatz dafür.
Brot af Sigurðarqviðu („Bruchstück eines Sigurdliedes“)
Nach der „Lücke“ beginnt der erhaltene Text mitten in einem Lied über Sigurd, das daher so benannt wird.
Guðrúnarkviða I („Das erste Lied von Gudrun“)
Sigurðarkviða en skamma („Das kurze Sigurdlied“)
Helreið Brynhildar („Brynhilds Ritt zur Hel“)
Dráp Niflunga („Die Erschlagung der Niflungen [= Nibelungen]“)
Guðrúnarkviða II (en forna) („Das zweite [alte] Lied von Gudrun“)
In den weiteren Liedern des Niflungen-Zyklus der Lieder-Edda (zu dem auch die beiden Atlilieder gehören) erscheint Sigurd nicht mehr.
Im Jung-Sigurd-Komplex wird seine Geschichte so erzählt: Sigurd ist Sohn des Sigmund und der fränkischen Königstochter Hjordís. Sigmund wird von Hunding getötet. Nach dem Tod Sigmunds heiratet Hjordís einen Sohn des fränkischen Königs Hjálprek (der Name entspricht fränkisch Chilperich). An dessen Hof wächst Sigurd auf und wird von einem Ziehvater, dem kunstfertigen und zauberkundigen Schmied Reginn, in allerhand Künsten unterrichtet. Reginn erzählt Sigurd von dem verhängnisvollen Goldhort aus Otrs Buße: Die Götter Odin, Hönir und Loki hatten einen Fischotter erschlagen, der am Ufer eines Flusses einen soeben gefangenen Lachs zu verzehren begann. Otter und Lachs wollten sich die drei Götter nun zum Abendessen braten. Zu diesem Zweck kehrten sie bei einem Bauern namens Hreidmar ein. Der erhob sofort Totschlagsklage gegen die Götter: Sie hätten keinen gewöhnlichen Fischotter getötet, sondern Otr (‚Otter‘), einen der Söhne Hreidmars, der die Gestalt seines ‚Sympathietieres‘ anzunehmen pflegte, um sich Nahrung zu fangen.
Um die Totschlagsbuße zu zahlen, mussten die Götter das Gold eines Zwergen rauben, darunter einen magischen Ring, der den Schatz vermehren konnte. Als Loki dem Zwergen Andvari auch den Ring entriss, verfluchte Andvari seinen Ring, er solle jedem zukünftigen Besitzer den Tod bringen. Odin, der höchste Gott, wollte den Ring behalten, musste ihn aber schließlich zur Otterbuße legen. Der Fluch des Ringes zeigte sich sofort daran, dass Hreidmar den Schatz für sich behalten und seinen beiden anderen Söhnen, Reginn und Fáfnir, nichts davon gönnen wollte. Reginn und Fáfnir töteten ihren Vater, doch Fáfnir nahm allein den ganzen Hort, ohne mit Reginn zu teilen, setzte sich einen Schreckenshelm auf, verwandelte sich in einen Drachen und legte sich so auf die Gnitaheiðr, den Schatz zu bewachen.

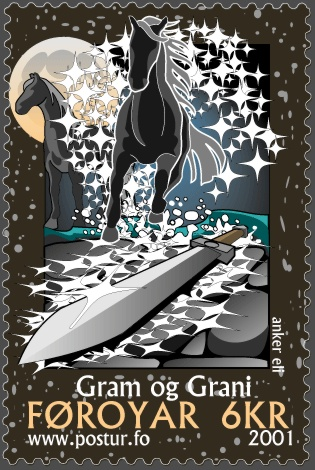
Das Schwert Gram, das Siegfried von Odin erhielt, und sein Pferd Grani, Briefmarke der färöischen Post 2001

Reginn stiftet nun Sigurd an, Fáfnir zu töten, um des Schatzes habhaft zu werden. Doch Sigurd will erst seinen Vater an den Söhnen Hundings, der Sigmund tötete, rächen. Sigurd wählt sich aus Hjálpreks Gestüt den Hengst Grani, Reginn schmiedet ihm das Schwert Gram und nun vollzieht Sigurd die Vaterrache; darauf tötet er Fáfnir, indem er eine Grube auf dem Weg gräbt, auf dem Fáfnir zum Wasser zu kriechen pflegt, um zu trinken. Aus der Grube heraus ersticht er Fáfnir mit dem Schwert von unten. Der Sterbende warnt ihn noch vor dem Fluch des Goldes. Reginn bittet nun Sigurd, Fáfnirs Herz für ihn zu braten, denn es ist ein alter Glaube, dass man so den Mut des Verstorbenen annehmen könne. Als Sigurd Fáfnirs Herz brät, probiert er mit dem Finger, ob es schon durchgebraten sei; dabei verbrennt er sich den Finger und steckt ihn in den Mund. Als Fáfnirs Blut ihm auf die Zunge kommt, versteht er die Sprache der Vögel, und er versteht, wie Spechtmeisen (Kleiber) ihn warnen, dass Reginn ihn töten wolle. Er solle lieber auch Reginn erschlagen und den Schatz selbst an sich nehmen. Um das Gold könne er sich eine Braut kaufen, und zwar die Tochter des Gjúki. Auf dem Weg dorthin werde er auf den Hindarfjall (‚Berg der Hinde [Hirschkuh]‘) kommen; dort stehe eine von Feuer umgebene Burg; in ihr schlafe eine Walküre, die Odin zur Strafe mit dem Schlafdorn gestochen habe, weil sie andere Krieger gefällt hatte, als er befohlen hatte. Nun erschlägt Sigurd Reginn, belädt Grani mit dem Schatz, nimmt auch die Rüstung Fáfnirs an sich und reitet fort.

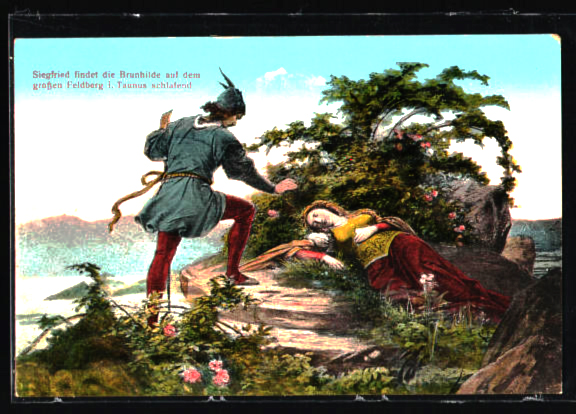
Christian Leopold Bode: Siegfried findet die Brunhilde auf dem großen Feldberg im Taunus schlafend, Kombination der deutschen mit der nordischen Sage auf einer Ansichtskarte (vor 1906)

Weiter südwärts Richtung Franken ziehend, sieht er auf dem Hindarfjall ein großes Licht, als ob dort ein Feuer brenne. Als er hinkommt, steht dort aber nur ein Schildzaun und darauf eine Fahne. Innerhalb desselben liegt, glaubt er, ein voll gerüsteter schlafender Mann. Er nimmt ihm den Helm ab und sieht, dass es eine Frau ist. Da versucht er, ihr die Rüstung auszuziehen, doch diese ist wie festgewachsen. Da zerschneidet er sie mit dem Schwert. Nun erwacht sie und nennt sich Sigrdrífa (‚Siegtreiberin‘); das ist ein zu einer Walküre passender Funktionsname. Da in der Snorra-Edda dieselbe Erzählung enthalten ist, nur mit dem Unterschied, dass die Erweckte dort Brynhildr heißt, ist unklar, ob Sigrdrífa der Name aus einer älteren nordischen Sagenform ist, oder eine Art ‚Funktionsname‘ der Walküre, die tatsächlich Brynhild geheißen haben könnte. Da der Schluss des Liedes in die Edda-Lücke fällt, könnte dort der Name „Brynhild“ gefallen sein. Sigrdrífa hatte gegen Odins Willen einem Helden Sieg verliehen, so dass Odin sie verurteilt, sie solle nie wieder Sieg erfechten im Kampf, sondern sich vermählen. Dazu sticht er sie mit einem Schlafdorn; dem Mann, der sie erweckt, solle sie gehören. Sie entgegnet, sie habe einen Eid abgelegt, sie werde sich keinem Mann vermählen, der sich fürchten könne. Sigurd bittet sie nun, ihm Zaubersprüche zu sagen, falls sie solche kenne, und sie zählt eine Reihe von Strophen hindurch verschiedene Formen von Runenzauber auf, die gegen bestimmte Krankheiten und Gefahren schützen sollen. Damit bricht das Lied ab. Ob danach eine Verlobung folgte, wissen wir daher nicht.
Nach der Edda-Lücke setzt das Brot (,Bruchstück‘) mit der Beratung vor dem Mord an Sigurd ein; wir erfahren jedoch in Rückblenden einiges über die verlorenen Lieder.

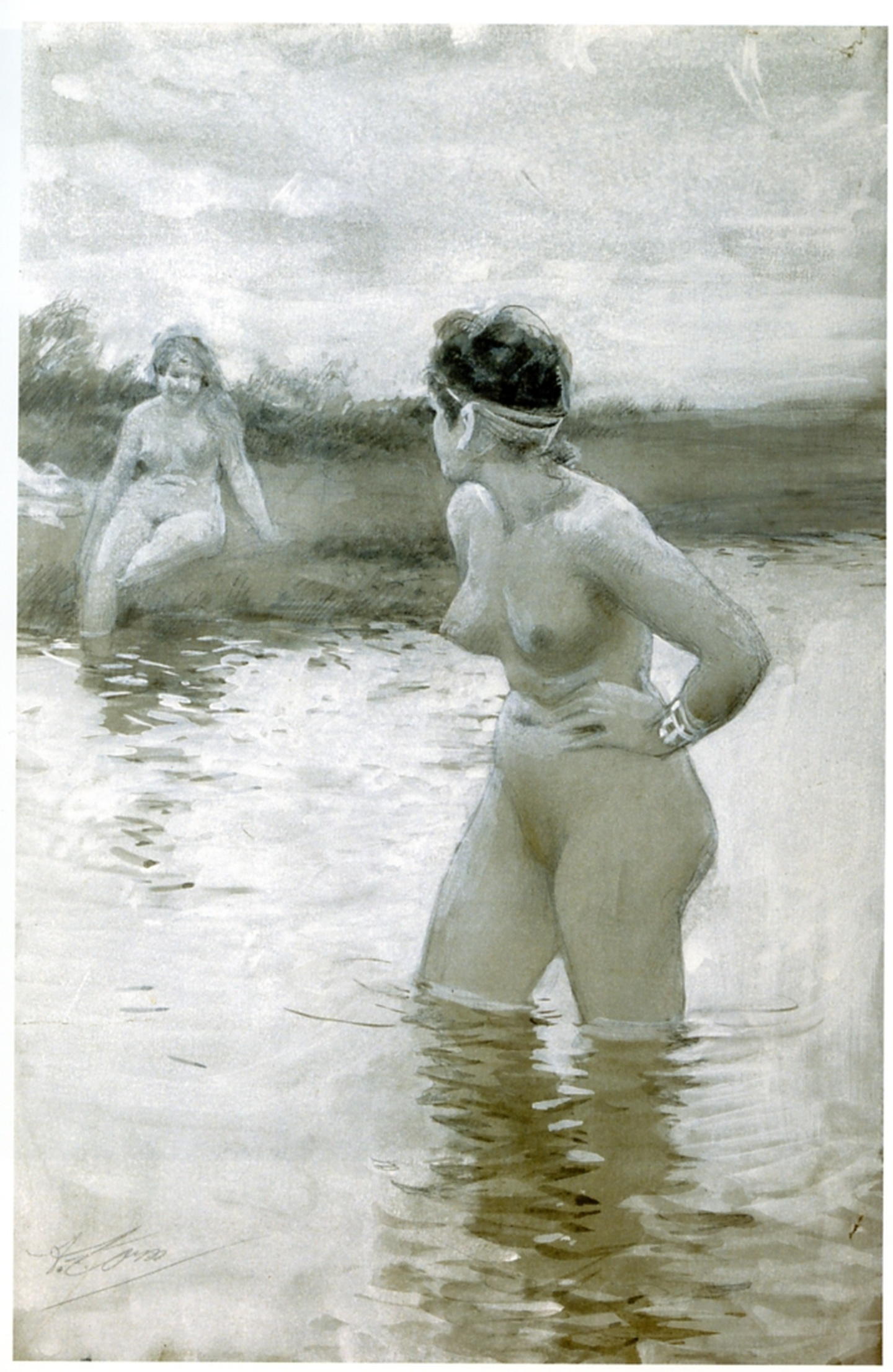
Brynhild und Gudrun beim Baden, Illustration von Anders Zorn (1893)

Als nun Gunnar um Brynhild freien will, unterstützt Sigurd ihn dabei. Da Gunnar nicht durch die Waberlohe reiten kann, wechselt Sigurd mit ihm die Gestalt (dazu benutzt er den Ögishelm), vollbringt es und gewinnt Brynhild, bei der er drei Tage weilt, aber des Nachts sein blankes Schwert zwischen sich und die Jungfrau legt, angeblich weil ihm so beschieden sei, die Verlobung zu feiern, sonst ereile ihn der Tod. Er nimmt ihr den Ring Andwaranaut dabei wieder ab, kehrt dann zu seinen Gesellen zurück, wechselt wieder die Gestalt, und Gunnar führt Brynhild heim. Als eines Tages Brynhild und Gudrun baden, entsteht ein Wettstreit zwischen den Frauen, bei dem Gudrun die Brynhild damit höhnt, dass Sigurd sie überwunden habe und ihr zum Zeugnis den Andwaranaut zeigt. Als Brynhild erfährt, dass sie getäuscht worden ist, will sie unbedingt an Sigurd Rache nehmen, obgleich sie ihn stets geliebt hat und noch immer liebt. Sie gewinnt Gunnar und Högni, die aber selbst der geschworenen Eide wegen den Mord nicht vollführen wollen, sondern den jüngsten Bruder, der nicht mit geschworen hat, Guthorm, dazu aufstacheln. Dieser ersticht Sigurd an Gudruns Seite.
Da nun ihre Rache gestillt ist, ersticht sich Brynhild, nachdem sie von Gunnar und den übrigen Abschied genommen, noch einmal Zeugnis für Sigurds Treue abgelegt und schließlich verlangt hat, dass ihr neben Sigurd der Scheiterhaufen errichtet werde, „sie will mit ihm zusammenbleiben“.

### Sigurd in derSnorra-Edda
Weiter erzählt dann die Snorra-Edda, wie Gudrun von ihren Brüdern Buße nimmt und sich noch mit Atli vermählt, der dann schließlich an ihren Brüdern, den Giukungen, für Brynhilds Unglück Rache nimmt, indem er sie treulos einlädt und tötet (Gunnar stirbt im Schlangenturm).

### Sigurd in derVölsunga sagaund den auf ihr beruhenden Traditionen
Die Völsunga sowie die Ragnars saga loðbrókar („Saga von Ragnar Lodbrok“) führen Einzelheiten noch mehr aus, weichen aber auch in manchem ab. So lässt die Ragnar lodbróks saga die schon in der Snorra-Edda und der Völsunga saga erwähnte Tochter von Brynhild und Sigurd namens Áslaug, die sie bei ihrem ersten Zusammentreffen auf dem Hindarfjall gezeugt hatten, den Wikinger Ragnar Lodbrók heiraten und durch ihn zur Ahnmutter der norwegischen Könige werden (vgl. Swanhild).

### Sigurd in derThidreks saga
In der Thidreks saga erscheint der Name zunächst, den schriftlichen deutschen Quellen folgend, als Siegfried; erst als die Schreiber bemerken, dass es sich um die ihm unter der Namensform Sigurd bekannte Sagenfigur handelt, benutzen sie weiterhin die nordische Namensform. Siegfried/Sigurd ist in ihr ein Sohn König Sigmunds und Sisibes. Als Sigmund von einem Kriegszug zurückkehrt, wird Sisibe von zwei Grafen Sigmunds verleumdet, worauf dieser beschließt, ihr die Zunge herausschneiden zu lassen und sie in einem abgelegenen Wald namens Swanawald auszusetzen. In dem Wald angekommen, bricht ein Streit aus, da den einen der beiden Verleumder ein schlechtes Gewissen plagt. Sisibe stirbt während des Kampfes, doch gebiert sie vorher ihren Sohn Siegfried, der später von dem Schmied Mime in diesem Wald gefunden und aufgezogen wird.
Als Siegfried älter wird, beginnt Mime sich vor ihm zu fürchten und schickt ihn deshalb in den Wald zu seinem Bruder Reginn, der ein „Drachenwurm“ ist und von dem er sich erhofft, dass er Siegfried tötet. Siegfried gelingt es jedoch, Reginn mit einem „großen Brand“ seines Feuers zu töten. Er badet sich nun im Blut des Wurmes und wird „hart wie Horn“. Danach tötet er Mime und nimmt sich dessen Schwert Gram sowie Helm, Schild und Rüstung und bricht zu Brünhild auf. Von dieser erhält er nun sein Pferd Grani.

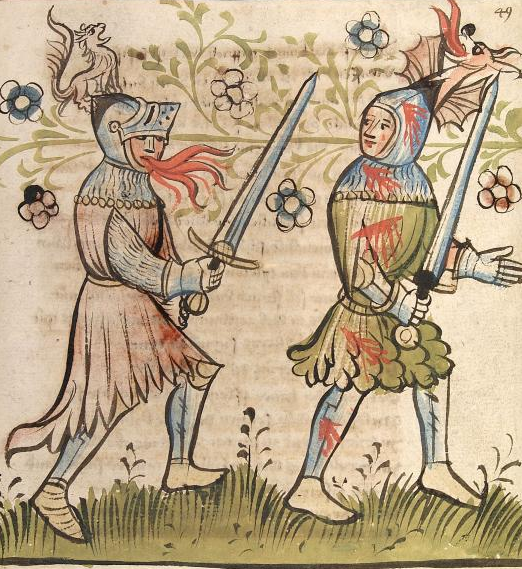
Zweikampf zwischen Dietrich und Siegfried, Illustration aus Der Rosengartt vnd Lucidarius (1420)

Von ihr zieht er weiter zu König Isung von Bertangaland, dessen Bannerträger er wird. Als Dietrich von Bern und seine Gefährten Isung und seine Söhne zu Zweikämpfen herausfordern, tritt Sigurd gegen Thidrek an. Nur durch das wunderhafte Schwert Mimung, das sich Dietrich heimlich gegen die Abmachung mit Sigurd von Vidga (entspricht dem deutschen Sagenhelden Witege/Wittich) leiht, gelingt es ihm, Siegfried zu besiegen. Siegfried ergibt sich, obwohl er den Betrug aufdeckt, freiwillig Dietrich von Bern und heiratet kurz darauf Kriemhild, die Schwester König Gunters und Hagens. Gunter selbst verhilft er, Brünhild zur Frau zu nehmen, obwohl beide (Siegfried und Brünhild) sich offenbar vorher bereits einander versprochen hatten. Siegfried schläft dabei mit Brünhild, um ihre Kräfte zu rauben und sie so für Gunter erreichbar zu machen.
Nachdem sie eine Zeit lang gemeinsam im Nibelungenland geherrscht hatten, kommt es zu einem Streit zwischen Kriemhild und Brünhild, in dessen Verlauf Kriemhild ihrer Kontrahentin vorwirft, dass Siegfried und nicht Gunter sie entjungfert habe. Brünhild geht wutentbrannt zu Gunter und Hagen und klagt ihnen ihr Leid. Kurz darauf ersticht Hagen Siegfried von hinten auf der Jagd, als dieser sich durstig zu einem Gewässer bückt.
Später heiratet Kriemhild Attila und rächt sich an ihren Brüdern, indem sie sie an dessen Hof einlädt und einen Kampf provoziert, bei dem alle Nibelungen den Tod finden.

### Siegfried in anderen nordischen Sagen
Siegfried taucht darüber hinaus (als Sigurd der Sigurdlieder) in der Völsunga-Saga auf. Nicht aber im Atlilied (dessen Vorstufen von manchen schon um 800 angesetzt werden, das aber nur in einer Version des 13. Jahrhunderts erhalten ist), in dem die Sage vom Untergang Gunnars und Högnis durch eine verräterische Einladung Attilas noch nicht mit der Sage von Siegfried/Sigurd verbunden ist. Des Weiteren tritt er in der Sage der Rosengarten zu Worms in Erscheinung, die eng mit der oben erwähnten Thidrekssaga verknüpft ist. Hier kommt es ähnlich wie in der Thidrekssaga zum ritterlichen Zweikampf zwischen Siegfried und Dietrich von Bern, in dem Siegfried durch Betrug Dietrichs unterliegt.

## Siegfried imHürnen Seyfrit
In diesem Werk, dessen Titel ungefähr „Siegfried mit der Hornhaut“ bedeutet, werden verschiedene deutsche Traditionen über Siegfried vermischt. Teilweise sind sie mit der Jugend Siegfrieds in der Thidrekssaga verwandt, teilweise nur indirekt überlieferte rheinländische Erzählungen. Siegfried geht zu einem Schmied in die Lehre, es gibt Kämpfe gegen mehrere Drachen; Kriemhild wird von einem Drachen entführt und von Seyfrit befreit. Das Volksbuch vom gehörnten Siegfried ist eine spätere Prosanacherzählung des Hürnen Seyfrits. Hier heißt Kriemhild Florigunda.

## Siegfried inSiegfrieds Hochzeit
Wie im Hürnen Seyfrit werden verschiedene Sagentraditionen über Siegfried aneinander gereiht. Nachdem Siegfried vom Drachenstein mit Kriemhild abgestiegen ist, wird eine prächtige Hochzeit gefeiert. Es wird eine Jagd geschildert und der Kampf gegen vier große Schlangen. Siegfried wird von Hagen ermordet, als er bei einem Brunnen in der Nähe von Worms schläft.

## Sigurdsteine
Zu den sogenannten Sigurdsteinen gehören Darstellungen der Sigurd-Sage auf sieben Runensteinen in Schweden, die zusammenfassend als Sigurdsteine bezeichnet werden: Sö 101 Ramsundritzung, Sö 327 Gökstenritzung, U 1163 Dräflesten, Bo NIYR 3 Norumfunten, U 1175 Runenstein von Stora Ramsjö, Gs 9 Årsundasten, Gs 19 Runenstein von Ockelbo. Er erscheint auf Bilddarstellungen des 11. Jahrhunderts, ausgehend von Schweden, und in Dichtungen, die ab dem 13. Jahrhundert niedergeschrieben wurden. Auf der Isle of Man gibt es Darstellungen auf Cross Slabs, den „Sigurd Slabs“.

## Film
- Cyrill Boss, Philipp Stennert: Hagen - Im Tal der Nibelungen, Fantasy Film, 2024
- André Meier, Jürgen Stumpfhaus: Auf den Spuren Siegfrieds. D, 2009, Dokumentation mit Spielszenen.
- Fritz Lang – Die Nibelungen, Stummfilm-Zweiteiler, 1924
- Giacomo Gentilomo – Siegfried – Die Sage der Nibelungen Fantasy Film, 1957
- Harald Reinl – Die Nibelungen, Kino-Zweiteiler, produziert von Artur Brauner, 1966/67
- Uli Edel – Die Nibelungen, Fernseh-Zweiteiler, 2004

## Oper
Richard Wagner hat den Siegfried-Stoff in seiner Oper Siegfried verarbeitet, die den Teil 3 der Tetralogie Der Ring des Nibelungen darstellt. Siegfried tritt auch in Teil 4, Götterdämmerung, auf. Sigurd der Drachentöter ist auch der Titel einer Kinderoper von Andy Pape.